# Ižipovce
Ižipovce é um município da Eslováquia, situado no distrito de Liptovský Mikuláš, na região de Žilina. Tem 2,64 km² de área e sua população em 2018 foi estimada em 88 habitantes.

## Demografia
| Ano:        | 1994 | 2004    | 2014   | 2024   |
| ----------- | ---- | ------- | ------ | ------ |
| Broj ljudi: | 93   | 83      | 91     | 98     |
| Razlika:    |      | -10,75% | +9,63% | +7,69% |

| Ano:               | 2023 | 2024   |
| ------------------ | ---- | ------ |
| Número de pessoas: | 97   | 98     |
| Diferença:         |      | +1,03% |